# Asiagomphus motuoensis
Asiagomphus motuoensis – gatunek ważki z rodziny gadziogłówkowatych (Gomphidae). Występuje w Tybetańskim Regionie Autonomicznym w południowo-zachodnich Chinach.